# Mistrzostwa Europy Juniorów w Lekkoatletyce 2011
21. Mistrzostwa Europy Juniorów w Lekkoatletyce – zawody lekkoatletyczne dla sportowców do lat 19, które odbyły się na stadionie Kadrioru w Tallinnie od 21 do 24 lipca 2011 roku.
Europejskie władze powierzyły organizację imprezy stolicy Estonii na posiedzeniu we Frankfurcie w maju 2009 roku – zdecydowano wówczas również, że w 2013 juniorski czempionat odbędzie się w Rieti. Pod koniec stycznia 2011 rozpoczęto dystrybucję biletów na imprezę. 30 marca przedstawiono maskotki czempionatu – trzy gwiazdki o imieninach Citi, Alti i Forti. Zaprezentowane pod koniec maja medale, które otrzymają najlepsi zawodnicy, zaprojektował były estoński wieloboista Indrek Turi, który w 2003 był wicemistrzem Europy w gronie młodzieżowców.
Podczas zawodów rosyjska chodziarka Jelena Łaszmanowa ustanowiła rekord świata juniorów w chodzie na 10 000 metrów.

## Rezultaty

### Mężczyźni
| Konkurencja:                  | 1. miejsce                                                                                                 | Rezultat            | 2. miejsce | Rezultat     | 3. miejsce | Rezultat    |
| Bieg na 100 m                 | Jimmy Vicaut                                                                                               | 10,07 PB            | Adam Gemili | 10,41        | David Bolarinwa | 10,46       |
| Bieg na 200 m                 | David Bolarinwa                                                                                            | 21,07 PB            | Pierre Vincent | 21,22 PB     | Jeffrey John | 21,24       |
| Bieg na 400 m                 | Marcell Deák-Nagy                                                                                          | 45,42 NR            | Nikita Ugłow | 46,01 PB     | Michele Tricca | 46,09 PB    |
| Bieg na 800 m                 | Pierre-Ambroise Bosse                                                                                      | 1:47,14             | Žan Rudolf | 1:47,73 PB   | Johan Rogestedt | 1:47,88     |
| Bieg na 1500 m                | Adam Cotton                                                                                                | 3:43,98             | Thomas Solberg Eide | 3:44,70      | Alexander Schwab | 3:44,82 PB  |
| Bieg na 5000 m                | Gabriel Navarro                                                                                            | 14:07,06 PB         | Bartosz Kowalczyk | 14:07,17 PB  | Jonathan Hay | 14:07,78    |
| Bieg na 10 000 m              | Gabriel Navarro                                                                                            | 30:02,18 SB         | Emmanuel Lejeune | 31:35,19     | Szymon Kulka | 31:50,13    |
| Bieg na 110 m przez płotki    | Jack Meredith                                                                                              | 13,50               | Andy Pozzi | 13,57        | Rəhim Məmmədov | 13,78       |
| Bieg na 400 m przez płotki    | Varg Königsmark                                                                                            | 49,70 CR            | Stef Vanhaeren | 50,01 PB     | José Reynaldo Bencosme de Leon | 50,30 PB    |
| Bieg na 3000 m z przeszkodami | Ilgizar Safiullin                                                                                          | 8:37,94 CR          | Muhammet Emin Tan | 8:46,74 PB   | Martin Grau | 8:48,79 PB  |
| Sztafeta 4 × 100 m            | Francja · Vincent Michalet · Jimmy Vicaut · Jeffrey John · Ken Romain                                      | 39,35               | Wielka Brytania · Dannish Walker-Khan · Sam Watts · Adam Gemili · David Bolarinwa · Jordan Kirby-Polidore (eliminacje) | 39,48        | Polska · Konrad Donczew · Kamil Supiński · Kamil Bijowski · Tomasz Kluczyński                                                      | 40,42       |
| Sztafeta 4 × 400 m            | Włochy · Michele Tricca · Paolo Danesini · Alberto Rontini · Marco Lorenzi · Vito Incantalupo (eliminacje) | 3:06,46             | Rosja · Jewgienij Chochłow · Radel Kaszefrazow · Dienis Niesmaszny · Nikita Ugłow · Maksim Jeriemin (eliminacje)       | 3:07,47      | Niemcy · Varg Königsmark · Lukas Schmitz · Lukas Hamich · Johannes Trefz · Tobias Becker (eliminacje) · Niklas Müller (eliminacje) | 3:08,56     |
| Chód na 10 000 m              | Hagen Pohle                                                                                                | 40:43,73            | Ihor Laszczenko | 41:10,43 SB  | Luís Alberto Amezcua | 41:34,13 PB |
| Skok wzwyż                    | Nikita Aniszczenkow                                                                                        | 2,27                | Janick Klausen | 2,25 PB      | Gianmarco Tamberi | 2,25 =PB    |
| Skok o tyczce                 | Émile Denecker                                                                                             | 5,50                | Kévin Menaldo | 5,50 PB      | Didac Salas | 5,40 =PB    |
| Skok w dal                    | Siergiej Morgunow                                                                                          | 8,18w               | Tomasz Jaszczuk | 8,11 NJR     | Jewgienij Antonow | 7,83w       |
| Trójskok                      | Aleksandr Jurczenko                                                                                        | 16,31               | Murad İbadullayev | 16,25 PB     | Georgi Conow | 15,90       |
| Pchnięcie kulą (6 kg)         | Krzysztof Brzozowski                                                                                       | 20,92 NJR           | Daniele Secci | 20,45        | Christian Jagusch | 19,80       |
| Rzut dyskiem (1,75 kg)        | Lukas Weißhaidinger                                                                                        | 63,83 PB            | Danijel Furtula | 63,54 PB     | Benedikt Stienen | 62,33       |
| Rzut młotem (6 kg)            | Quentin Bigot                                                                                              | 78,45 PB            | Sergiu Marghiev | 76,60 PB     | Elias Håkansson | 74,99 PB    |
| Rzut oszczepem                | Zigismunds Sirmais                                                                                         | 81,53 CR            | Marcin Krukowski | 79,19 PB NJR | Pawieł Mialeszka | 76,59       |
| Dziesięciobój                 | Kevin Mayer                                                                                                | 8124 pkt. CR PB NJR | Matthias Brugger | 7853 pkt. PB | Johannes Hock | 7806 pkt.   |

### Kobiety
| Konkurencja:                  | 1. miejsce                                                                                              | Rezultat        | 2. miejsce | Rezultat     | 3. miejsce | Rezultat     |
| Bieg na 100 m                 | Jodie Williams                                                                                          | 11,18 CR        | Jamile Samuel | 11,43 PB     | Tatjana Pinto | 11,48 SB     |
| Bieg na 200 m                 | Jodie Williams                                                                                          | 22,94 SB        | Jamile Samuel | 23,31        | Jennifer Galais | 23,55        |
| Bieg na 400 m                 | Bianca Răzor                                                                                            | 51,96 PB        | Julija Jurenia | 53,03 PB     | Madiea Ghafoor | 53,73        |
| Bieg na 800 m                 | Anastasija Tkaczuk                                                                                      | 2:02,73         | Rowena Cole | 2:03,43 PB   | Ajwika Małanowa | 2:03,59 PB   |
| Bieg na 1500 m                | Amela Terzić                                                                                            | 4:15,40 SB      | Ciara Mageean | 4:16,82 SB   | Ioana Doagă | 4:20,73      |
| Bieg na 3000 m                | Amela Terzić                                                                                            | 9:17,61 PB      | Esma Aydemir | 9:19,61 PB   | Lisa Jäsert | 9:30,23      |
| Bieg na 5000 m                | Esma Aydemir                                                                                            | 16:12,16 PB     | Emelia Gorecka | 16:13,04     | Annabel Gummow | 16:14,62     |
| Bieg na 100 m przez płotki    | Nooralotta Neziri                                                                                       | 13,34 PB        | Isabelle Pedersen | 13,37 SB     | Jekatierina Bleskina | 13,47 PB     |
| Bieg na 400 m przez płotki    | Wiera Rudakowa                                                                                          | 57,24           | Aurélie Chaboudez | 57,35 PB     | Maeva Contion | 58,03 PB     |
| Bieg na 3000 m z przeszkodami | Gesa Felicitas Krause                                                                                   | 9:51,08 SB      | Gulszat Fazlitdinowa | 9:56,98 PB   | Elena Panaet | 10:17,37 PB  |
| Sztafeta 4 × 100 m            | Niemcy · Alexandra Burghardt · Katharina Grompe · Tatjana Pinto · Anna-Lena Freese                      | 43,42 EJR CR    | Włochy · Oriana De Fazio · Irene Siragusa · Anna Bongiorni · Gloria Hooper                                                       | 44,52        | Wielka Brytania · Marylyn Nwawulor · Bianca Williams · Jennie Batten · Jodie Williams · Annie Tagoe (eliminacje)           | 45,00        |
| Sztafeta 4 × 400 m            | Wielka Brytania · Katie Kirk · Lucy James · Millie Clifford · Kirsten Mcaslan · Zoey Clark (eliminacje) | 3:35,29         | Polska · Patrycja Wyciszkiewicz · Małgorzata Hołub · Justyna Święty · Magdalena Gorzkowska · Agnieszka Karczmarczyk (eliminacje) | 3:35,35      | Niemcy · Sabrina Häfele · Stefanie Gotzhein · Kim Carina Schmidt · Christina Zwirner · Maike Schachtschneider (eliminacje) | 3:36,26      |
| Chód na 10 000 m              | Jelena Łaszmanowa                                                                                       | 42:59,48 WJR CR | Swietłana Wasiljewa | 44:52,98     | Anna Jermina | 46:49,00 PB  |
| Skok wzwyż                    | Marija Kuczina                                                                                          | 1,95 =CR        | Airinė Palšytė | 1,91 SB      | Nadja Kampschulte | 1,88 PB      |
| Skok o tyczce                 | Angelica Bengtsson                                                                                      | 4,57 CR         | Lili Schnitzerling | 4,20 =PB     | Natalja Diemidienko | 4,20         |
| Skok w dal                    | Lena Malkus                                                                                             | 6,40            | Alina Rotaru | 6,36         | Polina Jurczenko | 6,11         |
| Trójskok                      | Jana Borodina                                                                                           | 14,00           | Kristiina Mäkelä | 13,67        | Hanna Ałeksandrowa | 13,14 PB     |
| Pchnięcie kulą                | Lena Urbaniak                                                                                           | 16,31           | Anna Wloka | 16,23 PB     | Anna Rüh | 16,01 PB     |
| Rzut dyskiem                  | Shanice Craft                                                                                           | 58,65 PB        | Anna Rüh | 58,10        | Wiktorija Kłoczko | 54,03        |
| Rzut młotem                   | Barbara Špiler                                                                                          | 67,06 CR NR     | Kıvılcım Kaya | 66,74 PB     | Alexia Sedykh | 65,02 PB     |
| Rzut oszczepem                | Liina Laasma                                                                                            | 55,99           | Līna Mūze | 55,83        | Laura Henkel | 55,37 PB     |
| Siedmiobój                    | Dafne Schippers                                                                                         | 6153 pkt.       | Sara Gambetta | 6108 pkt. PB | Laura Ikauniece | 6063 pkt. PB |

## Klasyfikacja medalowa
| Miejsce | Kraj            | Złoto | Srebro | Brąz | Razem |
| 1       | Rosja           | 8     | 4      | 6    | 18    |
| 2       | Niemcy          | 7     | 4      | 12   | 23    |
| 3       | Wielka Brytania | 6     | 5      | 4    | 15    |
| 4       | Francja         | 6     | 3      | 4    | 13    |
| 5       | Hiszpania       | 2     | 0      | 2    | 4     |
| 6       | Serbia          | 2     | 0      | 0    | 2     |
| 7       | Polska          | 1     | 5      | 2    | 8     |
| 8       | Turcja          | 1     | 3      | 0    | 4     |
| 9       | Włochy          | 1     | 2      | 3    | 6     |
| 10      | Holandia        | 1     | 2      | 2    | 5     |
| 11      | Ukraina         | 1     | 1      | 2    | 3     |
| 12      | Łotwa           | 1     | 1      | 1    | 3     |
| 12      | Rumunia         | 1     | 1      | 1    | 3     |
| 14      | Finlandia       | 1     | 1      | 0    | 2     |
| 14      | Słowenia        | 1     | 1      | 0    | 1     |
| 16      | Szwecja         | 1     | 0      | 2    | 3     |
| 17      | Austria         | 1     | 0      | 0    | 1     |
| 17      | Estonia         | 1     | 0      | 0    | 1     |
| 17      | Węgry           | 1     | 0      | 0    | 1     |
| 20      | Belgia          | 0     | 2      | 0    | 2     |
| 20      | Norwegia        | 0     | 2      | 0    | 2     |
| 22      | Azerbejdżan     | 0     | 1      | 1    | 2     |
| 22      | Białoruś        | 0     | 1      | 1    | 2     |
| 24      | Czarnogóra      | 0     | 1      | 0    | 1     |
| 24      | Dania           | 0     | 1      | 0    | 1     |
| 24      | Irlandia        | 0     | 1      | 0    | 1     |
| 24      | Litwa           | 0     | 1      | 0    | 1     |
| 24      | Mołdawia        | 0     | 1      | 0    | 1     |
| 29      | Bułgaria        | 0     | 0      | 1    | 1     |

## Rekordy podczas zawodów
Podczas mistrzostw Europy juniorów ustanowiono 2 krajowe rekordy w kategorii seniorów.
| Zawodnik          | Reprezentacja | Konkurencja   | Rezultat |
| ----------------- | ------------- | ------------- | -------- |
| Marcell Deák-Nagy | Węgry         | bieg na 400 m | 45,42    |
| Barbara Špiler    | Słowenia      | rzut młotem   | 67,06    |

Ustanowiono również 10 rekordów mistrzostw Europy juniorów.
| Zawodnik                                                            | Reprezentacja   | Konkurencja                   | Rezultat | Uwagi                  |
| ------------------------------------------------------------------- | --------------- | ----------------------------- | -------- | ---------------------- |
| Varg Königsmark                                                     | Niemcy          | bieg na 400 m przez płotki    | 49,70    |                        |
| Ilgizar Safiullin                                                   | Rosja           | bieg na 3000 m z przeszkodami | 8:37,94  |                        |
| Zigismunds Sirmais                                                  | Łotwa           | rzut oszczepem                | 81,53    |                        |
| Kevin Mayer                                                         | Francja         | dziesięciobój                 | 8124 pkt |                        |
| Jodie Williams                                                      | Wielka Brytania | bieg na 100 m                 | 11,18    |                        |
| Alexandra Burghardt Katharina Grompe Tatjana Pinto Anna-Lena Freese | Niemcy          | sztafeta 4 × 100 m            | 43,42    | rekord Europy juniorów |
| Jelena Łaszmanowa                                                   | Rosja           | chód na 10 000 m              | 42:59,48 | rekord świata juniorów |
| Marija Kuczina                                                      | Rosja           | skok wzwyż                    | 1,95     | wyrównany rekord       |
| Angelica Bengtsson                                                  | Szwecja         | skok o tyczce                 | 4,57     |                        |
| Barbara Špiler                                                      | Słowenia        | rzut młotem                   | 67,06    |                        |